# داویت گوتسادزه
داویت توگو دزه گوتسادزه (به گرجی: დავით ტოგოს ძე გოცაძე) (۱۶ اکتبر ۱۹۵۳ - ۱۳ نوامبر ۲۰۰۸) پزشک متخصص اورولوژی و جراح آنکولوژی اورولوژی اهل گرجستان بود. وی در سال ۲۰۰۴ برنده جایزه دولتی گرجستان شد.